# Duitsland op het Eurovisiesongfestival 1980
Duitsland deed mee aan het Eurovisiesongfestival 1980 in Den Haag. Het was de 25ste deelname van het land op het Eurovisiesongfestival.

## Selectieprocedure
De finale werd gehouden in de studio's van Bayererischer Rundfunk in München en werd gepresenteerd door Caroline Reiber en Thomas Gottschalk.
De winnaar werd gekozen door een representatief panel van 1000 mensen..
| Volgorde | Artiest                   | Lied                                   | Punten | Plaats |
| -------- | ------------------------- | -------------------------------------- | ------ | ------ |
| 1        | Mel Jersey                | "Du bist nicht mehr frei"              | 3310   | 6      |
| 2        | Costa Cordalis            | "Pan"                                  | 4634   | 2      |
| 3        | Marianne Rosenberg        | "Ich werd' da sein wenn es Sturm gibt" | 2169   | 12     |
| 4        | Roland Kaiser             | "Hier kriegt jeder sein Fett"          | 2823   | 8      |
| 5        | Stefan Waggershausen & Co | "Verzeih'n sie, Madame"                | 3625   | 4      |
| 6        | Katja Ebstein             | "Theater"                              | 4828   | 1      |
| 7        | Adam & Eve                | "Hallo Adam, Hallo Eva"                | 2847   | 7      |
| 8        | Montezuma                 | "Montezuma Castle"                     | 3586   | 5      |
| 9        | Tony & David              | "Minnesänger - Mädchenfänger"          | 2784   | 9      |
| 10       | Stefan Hallberg           | "Gib uns Zeit"                         | 2266   | 11     |
| 11       | Susanne Klee              | "Wenn du nicht weißt wohin"            | 3968   | 3      |
| 12       | Vielharmoniker            | "In der Oper"                          | 2462   | 10     |

## In Den Haag
In de finale van het Eurovisiesongfestival 1980, gehouden in Den Haag, moest Duitsland optreden als 12de, net na Noorwegen en voor Verenigd Koninkrijk. Op het einde van de stemming bleek dat ze op een 2de plaats geëindigd was met 128 punten.
Men ontving 3 keer het maximum van de punten.
Nederland had twaalf punten over voor deze inzending, België zeven.

### Gekregen punten
| 12 punten                     | 10 punten                                             | 8 punten                | 7 punten                            | 6 punten |
| ----------------------------- | ----------------------------------------------------- | ----------------------- | ----------------------------------- | -------- |
| - Italië - Nederland - Spanje | - Frankrijk - Marokko - Turkije - Verenigd Koninkrijk | - Oostenrijk - Portugal | - België - Denemarken - Zwitserland |          |
| 5 punten                      | 4 punten                                              | 3 punten                | 2 punten                            | 1 punt   |
| - Ierland - Zweden            |                                                       | - Luxemburg             | - Finland                           |          |

### Gegeven punten
Punten gegeven in de finale:
| 12 punten | Ierland             |
| 10 punten | Zwitserland         |
| 8 punten  | Nederland           |
| 7 punten  | Italië              |
| 6 punten  | Noorwegen           |
| 5 punten  | Denemarken          |
| 4 punten  | Oostenrijk          |
| 3 punten  | Verenigd Koninkrijk |
| 2 punten  | Zweden              |
| 1 punt    | Portugal            |

1956 · 1957 · 1958 · 1959 · 1960 · 1961 · 1962 · 1963 · 1964 · 1965 · 1966 · 1967 · 1968 · 1969 · 1970 · 1971 · 1972 · 1973 · 1974 · 1975 · 1976 · 1977 · 1978 · 1979 · 1980 · 1981 · 1982 · 1983 · 1984 · 1985 · 1986 · 1987 · 1988 · 1989 · 1990 · 1991 · 1992 · 1993 · 1994 · 1995 · 1996 · 1997 · 1998 · 1999 · 2000 · 2001 · 2002 · 2003 · 2004 · 2005 · 2006 · 2007 · 2008 · 2009 · 2010 · 2011 · 2012 · 2013 · 2014 · 2015 · 2016 · 2017 · 2018 · 2019 · 2020 · 2021 · 2022 · 2023 · 2024 · 2025